# Probolomyrmex boliviensis
Probolomyrmex boliviensis är en myrart som beskrevs av Mann 1923. Probolomyrmex boliviensis ingår i släktet Probolomyrmex och familjen myror. Inga underarter finns listade i Catalogue of Life.

## Bildgalleri

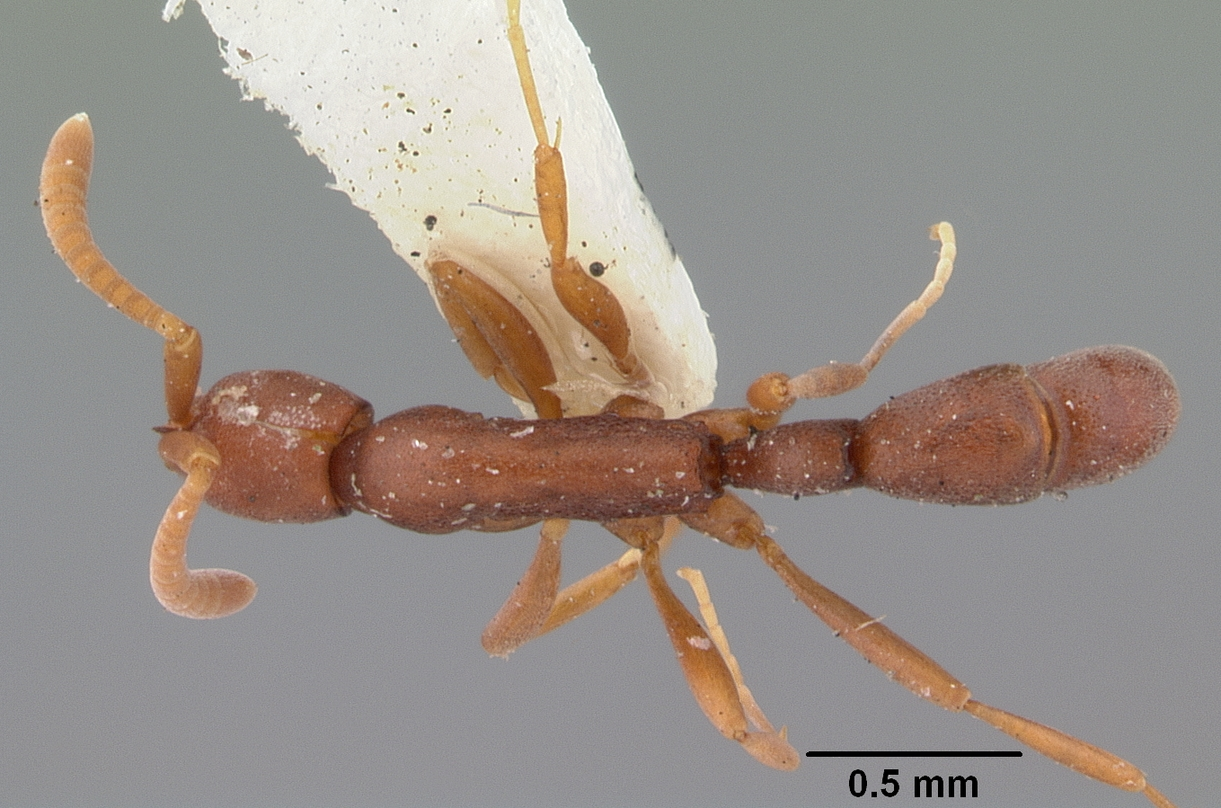
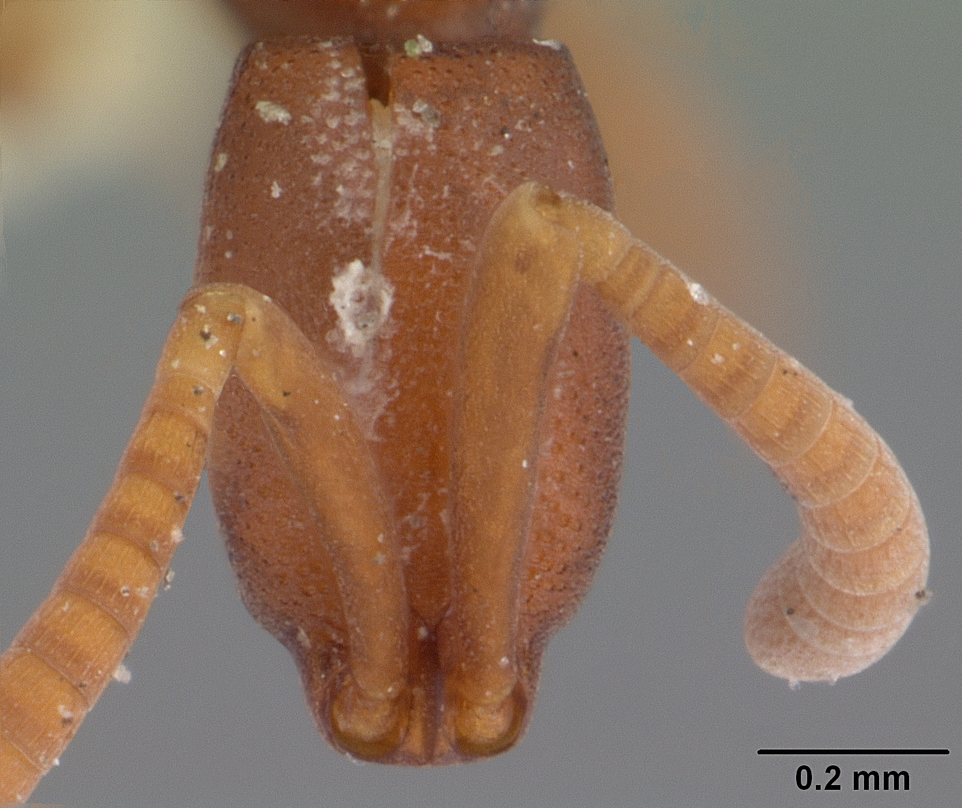
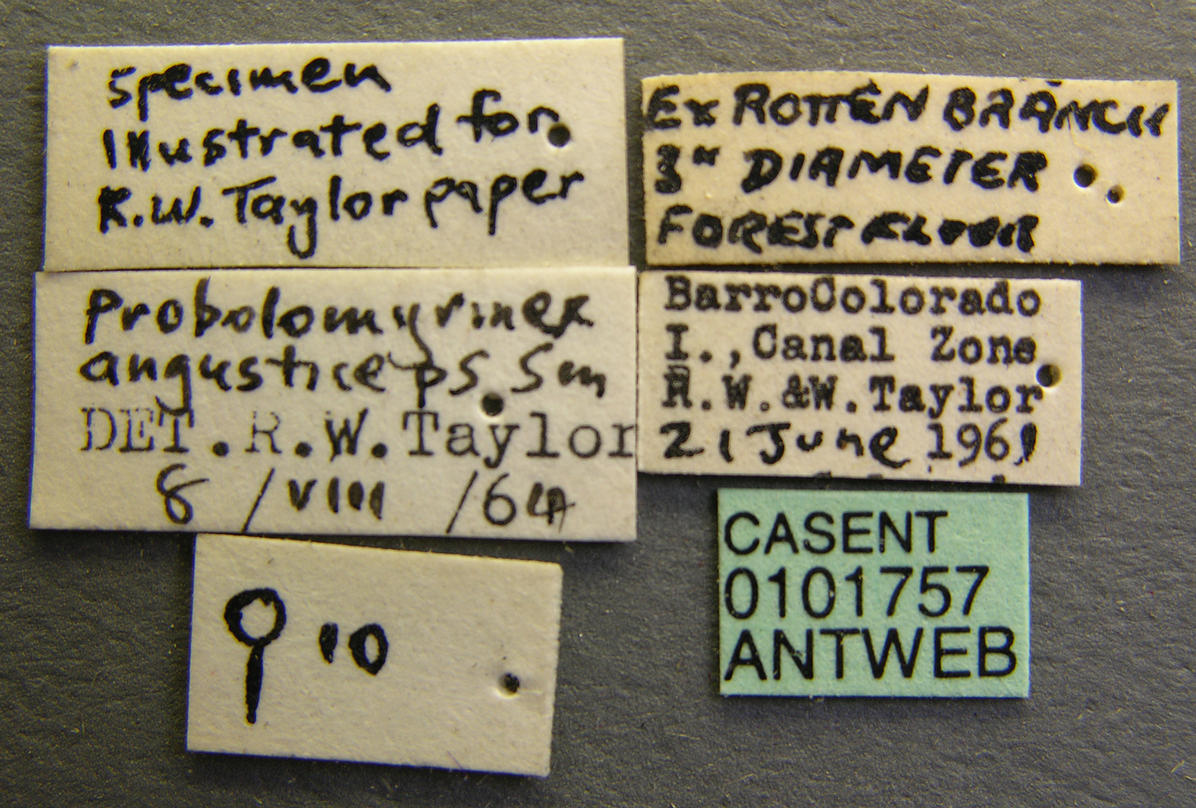
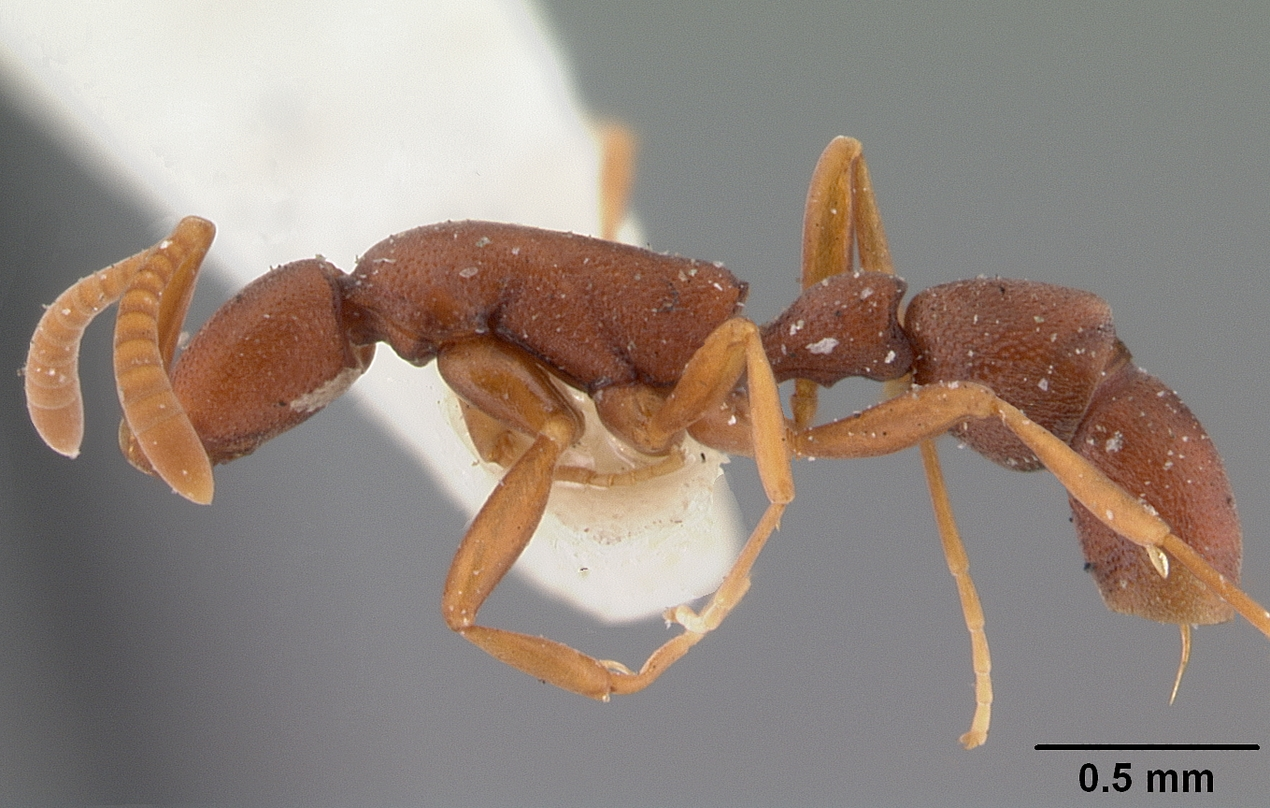
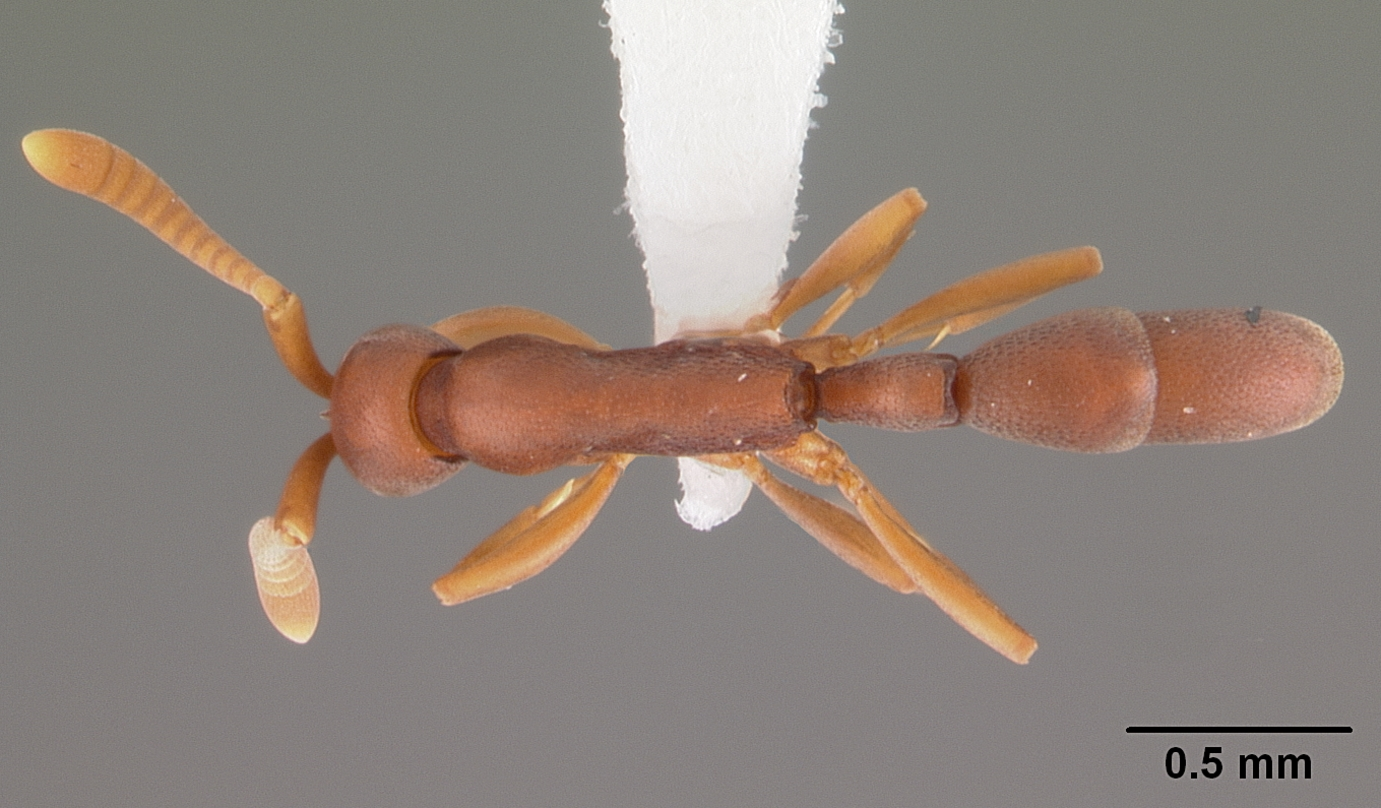
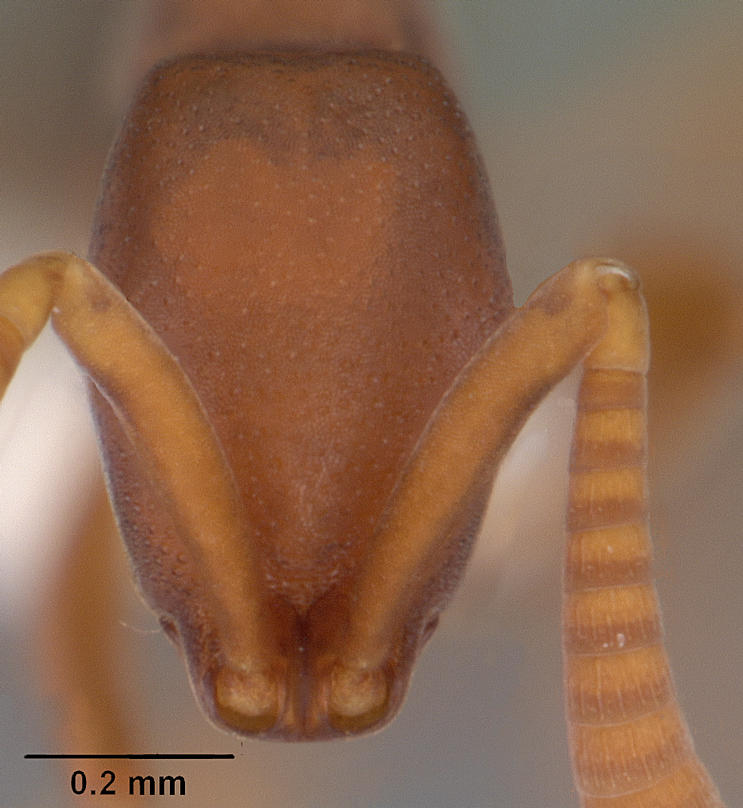